# Arai Kózó
Arai Kózó (Hirosima, 1950. október 24. –) japán válogatott labdarúgó.

## Nemzeti válogatott
A japán válogatottban 47 mérkőzést játszott, melyeken 4 gólt szerzett.

## Statisztika
| Japán válogatott | Japán válogatott | Japán válogatott |
| Időszak          | Mérk.            | gól              |
| ---------------- | ---------------- | ---------------- |
| 1970             | 6                | 0                |
| 1971             | 4                | 0                |
| 1972             | 8                | 2                |
| 1973             | 5                | 0                |
| 1974             | 5                | 1                |
| 1975             | 3                | 1                |
| 1976             | 15               | 0                |
| 1977             | 1                | 0                |
| Összesen         | 47               | 4                |